# …Adriano
…Adriano (рус. Адриано) — музыкальный сборник итальянского певца и киноактёра Адриано Челентано, выпущен 19 ноября 2013 года.

## Об альбоме
Многоточие в названии комплекта — не случайно. Сам Челентано обосновал это так:

Я никогда на ставил «точки» в своей жизни, и в этот «бокс-сет» поставил три точки для того, чтобы сказать — «…история продолжается». На самом деле, я не люблю подводить итогов. Они бесполезны, и потом — никого не интересуют. Меня — в первую очередь. Я не знаю, заметили ли Вы, но многое из моего репертуара уже было опубликовано. Просто потому, что я не люблю ставить «точку».
Оригинальный текст (итал.)Non ho mai fatto «punti» nella mia vita infatti in questo "box speciale" ho inserito nel titolo «tre puntini», come a dire che «la storia continua…». Proprio perché non amo trarre conclusioni. Sono inutili e poi non interessano a nessuno. A me per primo. Non so se lo hai notato ma non c'è tutto il mio repertorio musicale, fotografico e altri materiali vari, moltissimi dei quali inediti. Proprio perché evito sempre di fare «il punto».— Адриано Челентано, La Repubblica
Издание включает в себя четыре диска, три из которых содержат как старые, полюбившиеся хиты исполнителя, так и три новые композиции. Одна из новых песен была выпущена 19 февраля 2013 года в качестве сингла на официальном YouTube-канале — авторская композиция «Ti fai del male», посвящённая парламентским выборам в Италии. Другая — «Io non ricordo (da quel giorno tu)», вышла как сингл на iTunes 1 ноября того же года. Она написана лидером группы Negramaro — Джулиано Санджорджи, с которым Адриано уже сотрудничал при записи альбома Facciamo finta che sia vero. На песню был снят музыкальный клип. Третья новая песня — «Mai nella vita», сочинена известным композитором Риккардо Коччанте. Как сингл она не выпускалась. Четвёртый диск — запись концерта Rock Economy, состоявшегося в октябре 2012 года в Вероне.
К изданию также прилагается специальный 68-страничный буклет. Обложкой издания послужило фото Челентано, сделанное во время репетиций веронских концертов 2012 года, а также изображение чёрной пантеры, образ которой ранее использовался в промороликах телетрансляции этих концертов.

## Список композиций
| №   | Название                                                                | Текст песни                          | Музыка                          | Длительность |
| --- | ----------------------------------------------------------------------- | ------------------------------------ | ------------------------------- | ------------ |
| 1.  | «Io non ricordo (da quel giorno tu)» (2013)                             | Джулиано Санджорджи                  | Джулиано Санджорджи             | 4:04         |
| 2.  | «Ti penso e cambia il mondo» (Facciamo finta che sia vero, 2011)        | Джино Де Крешенцо (Пачифико)         | Стивен Липсон, Маттео Саджезе   | 4:26         |
| 3.  | «Io sono un uomo libero» (Esco di rado e parlo ancora meno, 2000)       | Ивано Фоссати                        | Ивано Фоссати                   | 5:47         |
| 4.  | «Il ragazzo della via Gluck» (Il ragazzo della via Gluck, 1966)         | Мики Дель Прете, Лучано Беретта      | Адриано Челентано               | 4:13         |
| 5.  | «Prisencolinensinainciusol» (Alla corte del remix, 1995)                | Адриано Челентано                    | Адриано Челентано               | 5:18         |
| 6.  | «L’emozione non ha voce» (Io non so parlar d’amore, 1999)               | Могол                                | Джанни Белла                    | 4:08         |
| 7.  | «Anna parte» (Facciamo finta che sia vero, 2011)                        | Коррадо и Камилло Кастеллари         | Коррадо Кастеллари              | 3:24         |
| 8.  | «L’arcobaleno» (Io non so parlar d’amore, 1999)                         | Могол                                | Джанни Белла                    | 3:30         |
| 9.  | «Una carezza in un pugno» (Azzurro/Una carezza in un pugno, 1968)       | Мики Дель Прете, Лучано Беретта      | Джино Сантерколе                | 2:57         |
| 10. | «Apri il cuore» (Esco di rado e parlo ancora meno, 2000)                | Могол, Кеопе                         | Джанни Белла, Розарио Белла     | 5:19         |
| 11. | «Tir» (Esco di rado e parlo ancora meno, 2000)                          | Могол                                | Джанни Белла, Розарио Белла     | 4:28         |
| 12. | «Hai bucato la mia vita» (Dormi amore, la situazione non è buona, 2007) | Могол                                | Джанни Белла, Людовико Эйнауди  | 3:49         |
| 13. | «Un po’ artista un po’ no» (Un po’ artista un po’ no, 1980)             | Мики Дель Прете, Кристиано Минеллоно | Тото Кутуньо                    | 4:59         |
| 14. | «Don’t play that song (you lied)» (Disco Dance, 1977)                   | Ахмет Эртегюн                        | Бетти Нельсон                   | 5:09         |
| 15. | «Stringimi a te» (исполняет Клаудиа Мори)                               | Лучано Беретта, Мики Дель Прете      | Лучано Беретта, Мики Дель Прете | 3:31         |

| №   | Название                                                       | Текст песни                        | Музыка                    | Длительность |
| --- | -------------------------------------------------------------- | ---------------------------------- | ------------------------- | ------------ |
| 1.  | «Mai nella vita» (2013)                                        | Паскуале Панелла                   | Риккардо Коччанте         | 3:51         |
| 2.  | «Storia d’amore» (Le robe che ha detto Adriano, 1969)          | Лучано Беретта, Мики Дель Прете    | Адриано Челентано         | 4:54         |
| 3.  | «Forse eri meglio di lei» (I mali del secolo, 1972)            | Адриано Челентано                  | Адриано Челентано         | 5:26         |
| 4.  | «Una festa sui prati» (Le robe che ha detto Adriano, 1969)     | Лучано Беретта, Мики Дель Прете    | Адриано Челентано         | 3:21         |
| 5.  | «Viola» (в альбомах не издавалась)                             | Лучано Беретта, Мики Дель Прете    | Фердинандо Де Лука        | 3:47         |
| 6.  | «Non ti accorgevi di me» (Facciamo finta che sia vero, 2011)   | Джулиано Санджорджи                | Джулиано Санджорджи       | 3:07         |
| 7.  | «Eravamo in 100.000» (Azzurro/Una carezza in un pugno, 1968)   | Лучано Беретта, Мики Дель Прете    | Адриано Челентано         | 2:26         |
| 8.  | «Torno sui miei passi» (Azzurro/Una carezza in un pugno, 1968) | Лучано Беретта, Мики Дель Прете    | Адриано Челентано         | 3:13         |
| 9.  | «E voi ballate» (Il ragazzo della via Gluck, 1966)             | Никола Салерно, Мики Дель Прете    | Нелло Чангеротти          | 3:00         |
| 10. | «La festa» (Il ragazzo della via Gluck, 1966)                  | Лучано Беретта, Мики Дель Прете    | Натале Массара            | 3:41         |
| 11. | «Lirica d’inverno» (Le robe che ha detto Adriano, 1969)        | Лучано Беретта, Мики Дель Прете    | Адриано Челентано         | 3:52         |
| 12. | «La tana del re» (Adriano Rock, 1968)                          | Лучано Беретта, Мики Дель Прете    | Джино Сантерколе          | 2:11         |
| 13. | «Un bimbo sul leone» (Azzurro/Una carezza in un pugno, 1968)   | Лучано Беретта, Мики Дель Прете    | Джино Сантерколе          | 3:37         |
| 14. | «Grazie prego scusi» (Non mi dir, 1965)                        | Могол, Мики Дель Прете             | Натале Массара            | 2:04         |
| 15. | «La pelle» (Le robe che ha detto Adriano, 1969)                | Лучано Беретта, Мики Дель Прете    | Джино Сантерколе          | 3:11         |
| 16. | «L'uomo perfetto» (Joan Lui, 1985)                             | Адриано Челентано, Рональд Джексон | Пинуччо Пираццоли         | 4:58         |
| 17. | «Stai lontana da me (Tower of Strength)» (Non mi dir, 1965)    | Могол                              | Боб Хиллард, Берт Бакарак | 2:13         |
| 18. | «Non succederà più» (исполняет Клаудиа Мори)                   | Джанкарло Бигацци                  | Джанкарло Бигацци         | 4:17         |

| №   | Название                                                               | Текст песни                       | Музыка                           | Длительность |
| --- | ---------------------------------------------------------------------- | --------------------------------- | -------------------------------- | ------------ |
| 1.  | «Ti fai del male» (2013)                                               | Адриано Челентано                 | Адриано Челентано                | 5:56         |
| 2.  | «Una storia come questa» (Er più – Storia d’amore e di coltello, 1971) | Мики Дель Прете                   | Гоффредо Канарини                | 4:27         |
| 3.  | «La ballata di Pinocchio» (I mali del secolo, 1972)                    | Адриано Челентано                 | Адриано Челентано                | 6:46         |
| 4.  | «Se sapevo non crescevo» (Le robe che ha detto Adriano, 1969)          | Лучано Беретта, Мики Дель Прете   | Джино Сантерколе                 | 3:52         |
| 5.  | «Il tempo se ne va» (Un po’ artista un po’ no, 1980)                   | Клаудия Мори, Кристиано Минеллоно | Тото Кутуньо                     | 3:50         |
| 6.  | «Ti avrò» (Ti avrò, 1978)                                              | Д. Б. Бескует, Рональд Джексон    | Кристиано Минеллоно              | 4:29         |
| 7.  | «L’uomo nasce nudo» (Le robe che ha detto Adriano, 1969)               | Лучано Беретта, Мики Дель Прете   | Роберто Негри, Джузеппе Вердекья | 4:55         |
| 8.  | «Atmosfera» (Atmosfera, 1983)                                          | Лучано Беретта, Мики Дель Прете   | Адриано Челентано                | 4:23         |
| 9.  | «Disc Jokey» (в альбомах не выпускалась)                               | Лучано Беретта, Мики Дель Прете   | Адриано Челентано                | 5:28         |
| 10. | «Solo da un quarto d’ora» (Arrivano gli uomini, 1996)                  | Адриано Челентано                 | Адриано Челентано                | 5:44         |
| 11. | «Azzurro» (Azzurro/Una carezza in un pugno, 1968)                      | Вито Паллавичини                  | Паоло Конте, Мишель Верано       | 3:42         |
| 12. | «Sotto le lenzuola» (Er più – Storia d’amore e di coltello, 1971)      | Лучано Беретта, Мики Дель Прете   | Адриано Челентано                | 4:19         |
| 13. | «Bellissima» (в альбомах не выпускалась)                               | Лучано Беретта, Мики Дель Прете   | Адриано Челентано                | 3:48         |
| 14. | «Ti lascio vivere» (Arrivano gli uomini, 1996)                         | Фабрицио Берлинчони               | Мауро Спина                      | 4:32         |
| 15. | «Chiudi la porta» (исполняет Клаудия Мори)                             | Вито Паллавичини                  | Адриано Челентано                | 4:52         |

| №   | Название                                                                             | Текст песни                                        | Музыка                           | Длительность |
| --- | ------------------------------------------------------------------------------------ | -------------------------------------------------- | -------------------------------- | ------------ |
| 1.  | «Svalutation» (Svalutation, 1976)                                                    | Джино Сантерколе, Лучано Беретта, Вито Паллавичини | Адриано Челентано                | 4:36         |
| 2.  | «Si è spento il sole» (A New Orleans, 1963)                                          | Лучано Беретта, Мики Дель Прете                    | Эцио Леони, Адриано Челентано    | 3:09         |
| 3.  | «La cumbia di chi cambia» (Facciamo finta che sia vero, 2011)                        | Джованотти                                         | Джованотти                       | 4:33         |
| 4.  | «L’emozione non ha voce» (Io non so parlar d’amore, 1999)                            | Могол                                              | Джанни Белла                     | 4:22         |
| 5.  | «Pregherò» (Non mi dir, 1965)                                                        | Дон Бэки                                           | Бен Кинг                         | 3:40         |
| 6.  | «Mondo in mi 7°» (Le robe che ha detto Adriano, 1969)                                | Адриано Челентано                                  | Адриано Челентано                | 6:33         |
| 7.  | «Soli» (Soli, 1979)                                                                  | Кристиано Минеллоно                                | Тото Кутуньо                     | 4:12         |
| 8.  | «L’arcobaleno» (Io non so parlar d’amore, 1999)                                      | Могол                                              | Джанни Белла                     | 3:21         |
| 9.  | «Storia d’amore» (Le robe che ha detto Adriano, 1969)                                | Лучано Беретта, Мики Дель Прете                    | Адриано Челентано                | 5:30         |
| 10. | «Medely: Ringo» (микс из нескольких песен)                                           | —                                                  | —                                | 5:06         |
| 11. | «Il ragazzo della via Gluck» (Il ragazzo della via Gluck, 1966)                      | Мики Дель Прете, Лучано Беретта                    | Адриано Челентано                | 4:49         |
| 12. | «Città senza testa» (микс из песен «Cammino» (1991) и «I passi che facciamo» (2002)) | Адриано Челентано                                  | П. Леон, Адриано Челентано       | 6:03         |
| 13. | «Una carezza in un pugno» (Azzurro/Una carezza in un pugno, 1968)                    | Мики Дель Прете, Лучано Беретта                    | Джино Сантерколе                 | 3:28         |
| 14. | «Ti penso e cambia il mondo» (Facciamo finta che sia vero, 2011)                     | Джино Де Крешенцо (Пачифико)                       | Стивен Липсон, Маттео Саджезе    | 4:23         |
| 15. | «Azzurro» (Azzurro/Una carezza in un pugno, 1968)                                    | Вито Паллавичини                                   | Паоло Конте                      | 2:49         |
| 16. | «Ready Teddy» (I mali del secolo, 1972)                                              | Роберт Блэкуэлл, Джон Мараскалко                   | Роберт Блэкуэлл, Джон Мараскалко | 2:25         |
| 17. | «Prisencolinensinainciusol» (Nostalrock, 1973)                                       | Адриано Челентано                                  | Адриано Челентано                | 3:31         |